# اوکسانا گریگوریوا
اوکسانا گریگوریوا تصنیف ساز و پیانیست روسی است. او مادر فرزند هشتم مل گیبسون و همسر سابق تیموتی دالتون است. در سال ۲۰۰۶ جاش گروبن آهنگی از او را برای آلبوم «بیدار» را مورد استفاده قرار داد.